# Алтабаєва Катерина Борисівна
Катерина Борисівна Алтабаєва (нар. 27 травня 1956, Углич, Ярославська область, РРФСР) — російський політик, український колаборант з Росією. Після початку тимчасової окупації Криму — голова так званих «Законодавчих зборів Севастополя» з 6 вересня 2016 року, депутат.
Член Ради Федерації Федеральних Зборів РФ від тимчасової окупаційної влади «Законодавчих зборів Севастополя» з 14 вересня 2019 року.

## Життєпис
- Народилася в Угличі, з 1957-го живе в Севастополі[2].
- 1973—1976 — піонервожата у таборі Артек. Закінчила Сімферопольський університет.
- З 1982 — працювала в школі, вчитель історії, завуч з позакласної виховної роботи.
- 1995—2014 — старший викладач кафедри історії та соціально-гуманітарних наук в Севастопольському міському гуманітарному університеті
- З 15 вересня 2014 року — депутат так званих «законодавчих зборів Севастополя» окупаційної влади, обрана за одномандатним виборчим округом № 2, «заступник голови» зборів.
- 22 березня — 6 вересня 2016 — виконувач обов'язків голови «законодавчих зборів Севастополя».
- З 6 вересня 2016 року — голова «законодавчих зборів Севастополя».
- З 14 вересня 2019 — сенатором в Раді федерації від «Зборів Севастополя» на п'ятирічний термін.

## Наукова діяльність
Розробила навчальний курс «Історія Севастополя та його околиць з найдавніших часів до середини XX століття». Автор 6 навчальних книг з історії Севастополя, понад 40 наукових і методичних посібників.

## Нагороди
- Відмінник освіти
- Почесний знак «За заслуги перед містом-героєм Севастополем»
- Лауреат севастопольського форуму «Громадське визнання» (2005).

## Санкції
Через порушення територіальної цілісності та незалежності України під час російсько-української війни Катерина Алтабаєва перебуває під персональними міжнародними санкціями різних країн.
З 29 січня 2020 року перебуває під санкціями Сполучених Штатів Америки.
з 19 лютого 2020 під санкціями Канади.
З 3 лютого 2020 року перебуває під санкціями Австралії.
З 12 вересня 2020 року її занесли до санкційного списку всіх країн Європейського союзу. 
З 29 вересня 2020 року перебуває під санкціями Швейцарії.
З 31 грудня 2020 року перебуває під санкціями Великої Британії.
З 3 травня 2022 року перебуває під санкціями Нової Зеландії.
Указом президента України Володимира Зеленського з 7 вересня 2022 року перебуває під санкціями України.